# 螺烯
螺烯也称螺旋烃，是芳环（如苯环——螺苯）彼此以邻位稠合的具螺旋结构的多环芳香化合物。其最简单的代表是六螺苯，此类分子中的末端芳环不处在一个平面上，分子没有对称面、对称中心和 S4 反轴，但有扭曲面，存在一对左手和右手螺旋的光活性对映体，故具固有手性。螺烯特殊的结构造成了其的独特的光谱和光学性质。

## 性质
螺苯有惊人的旋光度，比如六螺苯在氯仿中的[α]值达3700°，显示了旋光性与分子结构的密切关系。一系列螺烯中，两端的苯环组成的二面角，从[4]螺烯(26°)至[6]螺烯(58°)依次升高，从[7]螺烯(30°)开始又依次下降。除了简单的螺苯以外，还可以产生很多有趣的分子，如分子内有两个螺旋（若一个右手、一个左手可构成内消旋）、双[5]螺苯或与阻转异构、环芳等相结合的螺烯等。并苯也是一类相似的化合物，不过不具旋光性。

## 合成
六螺苯最早由纽曼（M. S. Newman）与莱德尼瑟（D. Lednicer）在1956年合成，是通过双芳基取代的二酸分步发生傅-克分子内成环而制得。 现有多种螺烃的合成方法，可用于一系列各类取代螺烃的合成。关键环系的构建多用芪类作前体发生光环化实现。1975年制得的最长的螺烯——[14]螺烯即由此法合成。
再如，利用格拉布二代催化剂催化的烯烃复分解，可从如下二乙烯基化合物（可由1,1'-联-2-萘酚经多步合成）合成[5]螺烯：

使用炔基取代的联苯-萘骨架的分子，铂催化下炔烃复分解环化，得到[6]螺烯。